# Back River (Virginia)
Der Back River ist ein Ästuar zur Chesapeake Bay zwischen den Städten Hampton und Poquoson in der Nähe von Hampton Roads im Südosten des US-Bundesstaates Virginia.

## Verlauf
Er entsteht aus dem Zusammenfluss der Gewässer Northwest Branch und Southwest Branch und ist insgesamt nur etwas mehr als drei Kilometer lang. Der Back River ist ein Laichgebiet für viele der Fische in der Bucht sowie die Blaukrabbe. Der Fluss war ein Bestandteil eines wichtigen Fischfanggebietes, das die örtlichen Fischkonservenfabriken mit Nachschub versorgt hatte, heute wird er in erster Linie für Erholung und als Naturreservat genutzt. Der Fluss ist beliebt zum Angeln oder zum Krabbenfang.
Der südwestliche Arm beginnt als Newmarket Creek, einem aus dem Marschland entstehenden Gezeitengewässer, dessen Quellgebiet bei Newport News liegt. Der nordwestliche Arm beginnt dort als Brick Kiln Creek und ist entlang der Stadtgrenze von Hampton zum York County eingedeicht, wodurch das Big Bethel Reservoir gebildet wird. Das Gewässer führt dann nach Poquoson, wo es zur Northwest Branch wird.

## Back-River-Leuchtturm
Der Back-River-Leuchtturm, eigentlich Grandview Light, stand früher auf einem windgepeitschten Strand an der Flussmündung. Er wurde 1829 von Winslow Lewis für 4250 US-Dollar errichtet. Im Jahre 1915 wurde der rund zehn Meter hohe Turm automatisiert und die Leuchtturmwärter abgezogen. 1936 wurde die Station stillgelegt und den Elementen sowie dem Vandalismus überlassen. Hurrikan Flossy versetzte dem Turm im Jahre 1956 den letzten Stoß. Die Überreste sind heute als ein Haufen Schutt am Strand zu erkennen.